# National Board of Review Awards 2002
La 74ª edizione dei National Board of Review Awards si è tenuta il 14 gennaio 2003.

## Classifiche

### Migliori dieci film
- The Hours, regia di Stephen Daldry
- Lontano dal Paradiso (Far From Heaven), regia di Todd Haynes
- Il ladro di orchidee (Adaptation), regia di Spike Jonze
- Chicago, regia di Rob Marshall
- La generazione rubata (Rabbit-Proof Fence), regia di Phillip Noyce
- The Quiet American, regia di Phillip Noyce
- Il pianista (The Pianist), regia di Roman Polański
- Gangs of New York, regia di Martin Scorsese
- Tredici variazioni sul tema (Thirteen Conversations About One Thing), regia di Jill Sprecher
- Frida, regia di Julie Taymor

### Migliori film stranieri
- Parla con lei (Hable con ella), regia di Pedro Almodóvar
- Il crimine di Padre Amaro (El Crimen del Padre Amaro), regia di Carlos Carrera
- Y tu mamá también - Anche tua madre (Y tu mamá también), regia di Alfonso Cuarón
- City of God (Cidade de deus), regia di Fernando Meirelles
- 8 donne e un mistero (8 femmes), regia di François Ozon

## Premi
- Miglior film: The Hours, regia di Stephen Daldry
- Miglior film straniero: Parla con lei (Hable con ella), regia di Pedro Almodóvar
- Miglior documentario: Bowling a Columbine (Bowling for Columbine), regia di Michael Moore
- Miglior attore: Campbell Scott (Roger Dodger)
- Miglior attrice: Julianne Moore (Lontano dal Paradiso)
- Miglior attore non protagonista: Chris Cooper (Il ladro di orchidee)
- Miglior attrice non protagonista: Kathy Bates (A proposito di Schmidt)
- Miglior cast: Nicholas Nickleby (Nicholas Nickleby), regia di Douglas McGrath
- Miglior performance rivelazione maschile: Derek Luke (Antwone Fisher)
- Miglior performance rivelazione femminile: Maggie Gyllenhaal (Secretary)
- Miglior regista: Phillip Noyce (The Quiet American e La generazione rubata)
- Miglior regista esordiente: Rob Marshall (Chicago)
- Miglior sceneggiatura: Charlie Kaufman (Il ladro di orchidee, Confessioni di una mente pericolosa e Human Nature)
- Miglior film d'animazione: La città incantata (Sen to Chihiro no kamikakushi), regia di Hayao Miyazaki
- Miglior film realizzato per la tv via cavo: The Laramie Project, regia di Moisés Kaufman
- Premio alla carriera: Christopher Plummer
- Premio speciale per "Visionary Cinematic Achievement": George Lucas
- Riconoscimento speciale per il filmmaking: George Clooney (Confessioni di una mente pericolosa)
- Premio alla carriera per la composizione musicale: Elmer Bernstein
- Premio alla carriera per la direzione della fotografia: Conrad Hall
- Humanitarian Award: Shelia Nevins (HBO)
- Premio William K. Everson per la storia del cinema: Annette Insdorf per Films and the Holocaust
- Riconoscimento per la libertà di espressione:
  - La generazione rubata (Rabbit-Proof Fence), regia di Phillip Noyce
  - Ararat - Il monte dell'Arca (Ararat), regia di Atom Egoyan
  - Bloody Sunday, regia di Paul Greengrass
  - La zona grigia (The Grey Zone), regia di Tim Blake Nelson
- Riconoscimento speciale per l'eccellenza nel filmmaking (in ordine alfabetico del titolo originale):
  - Frailty - Nessuno è al sicuro (Frailty), regia di Bill Paxton
  - The Good Girl, regia di Miguel Arteta
  - The Guys, regia di Jim Simpson
  - Heaven, regia di Tom Tykwer
  - Igby Goes Down, regia di Burr Steers
  - Max, regia di Menno Meyjes
  - Personal Velocity - Il momento giusto (Personal Velocity), regia di Rebecca Miller
  - Le donne vere hanno le curve (Real Women Have Curves), regia di Patricia Cardoso
  - Roger Dodger, regia di Dylan Kidd
  - La costa del sole (Sunshine State), regia di John Sayles
  - Tadpole - Un giovane seduttore a New York (Tadpole), regia di Gary Winick
  - Tully, regia di Hilary Birmingham